# Strada nazionale 106
La strada nazionale 106 era una strada nazionale del Regno d'Italia, che congiungeva San Cono a Siracusa.
Venne istituita nel 1923 con il percorso "Dalla Centrale sicula n. 105 presso S. Cono in contrada Gugliotto - Caltagirone - Vizzini - Palazzolo - Floridia all'incontro della nazionale n. 103 presso Siracusa".
Nel 1928, in seguito all'istituzione dell'Azienda Autonoma Statale della Strada (AASS) e alla contemporanea ridefinizione della rete stradale nazionale, il suo tracciato costituì per intero la strada statale 124 Siracusana.